# Mujelenzaur
Mujelenzaur (Muyelensaurus) – nieduży, smukły tytanozaur znany z późnokredowych osadów z terenów Argentyny. Jak wszystkie zauropody, także on był spokojnym roślinożercą, prawdopodobnie stadnym. Inne dinozaury żyjące w środowisku mujelenozaura to dromeozauryd Unenlagia, tajemniczy tetanur Megaraptor, i niewielki alwarezauryd patagonyk. Odkrycie Muyelensaurus pecheni, smukłego zauropoda, jest istotne z anatomicznego i systematycznego punktu widzenia. Analizy kladystyczne wskazują na bliskie pokrewieństwo z rynkonzaurem, dla tych dwóch zwierząt utworzono klad - Rinconsauria. Najbliższymi krewnymi rynkonzaurów były tytanozaury z plemienia Aeolosaurini – eolozaur i gondwanatytan. Nieco dalszymi krewnymi są bardziej zaawansowane zauropody z taksonów Opisthocoelicaudiinae i Saltasaurinae. 